# Abbotskerswell
Abbotskerswell – wieś w Anglii, w hrabstwie Devon, w dystrykcie Teignbridge. Leży 25 km na południe od miasta Exeter i 269 km na południowy zachód od Londynu. W 2001 miejscowość liczyła 1515 mieszkańców.